# Dekanat Radzyń Chełmiński
Dekanat Radzyń Chełmiński – jeden z 24 dekanatów w rzymskokatolickiej diecezji toruńskiej.

## Historia
Dekanat radzyński niegdyś należał do diecezji chełmińskiej z siedzibą w Pelplinie. Od 25 marca 1992 roku przynależy on do diecezji toruńskiej. Obecny kształt dekanat uzyskał na przełomie 2001 i 2002 roku po reorganizacji struktur diecezjalnych. 

## Parafie
Lista parafii (stan z 13 października 2023):
| Lp | Miejscowości / parafia | Proboszcz / administrator       | Zdjęcie |
| -- | --- | ------------------------------- | ------- |
| 1  | Bursztynowo, Białobłoty, Kitnówko, Nowy Młyn i Rychnowo parafia św. Andrzeja Boboli | ks. Krzysztof Jerzy Foligowski  |         |
| 2  | Gruta, Annowo, Jasiewo, Mełno, Mełno-Zakład Doświadczalny i Orle parafia Wniebowzięcia NMP | ks. kan. Henryk Szczodrowski    |         |
| 3  | Linowo, Linowo-Rolnicza Spółdzielnia Produkcyjna, Boguszewo, Kitnowo i Rychnowo parafia św. Michała Archanioła | ks. Wojciech Żuchowski          |         |
| 4  | Lisnowo, Karolewo, Lisnówko, Mędrzyce, Patręczyny, Szarnoś parafia Chrystusa Króla | ks. kan. Roman Napiwodzki       |         |
| 5  | Okonin, Małe Lniska, Marusza, Nicwałd, Okonin-Osada, Plemięta (częściowo), Pokrzywno i Stary Folwark parafia św. Kosmy i Damiana | ks. kan. Marek Jerzy Wysiecki   |         |
| 6  | Radzyń Chełmiński, Radzyń Wieś, Radzyń Wybudowanie, Czeczewo, Gawłowice, Gołębiowo, Gziki, Janowo, Jarantowice, Kitnowo, Kneblowo, Mazanki, Nowy Dwór, Plemięta (częściowo), Prochy, Rozental, Szumiłowo, Wiktorowo, Wymysłowo, Zakrzewo i Zielnowo parafia św. Anny | ks. kan. Wojciech Rychert       |         |
| 7  | Rywałd, Blizenki, Blizno, Gołębiewko, Gołębiewo i Stara Ruda parafia św. Sebastiana i Narodzenia NMP | o. Mirosław Jankowski OFMCap    |         |
| 8  | Słup, Jasiewo i Słupski Młyn parafia św. Anny | ks. Marek Bogacki               |         |
| 9  | Świecie nad Osą, Buk, Dębniaki i Rychnowo parafia św. Maksymiliana Kolbego | ks. kan. Dariusz Maciej Kotecki |         |